# List Jakubův

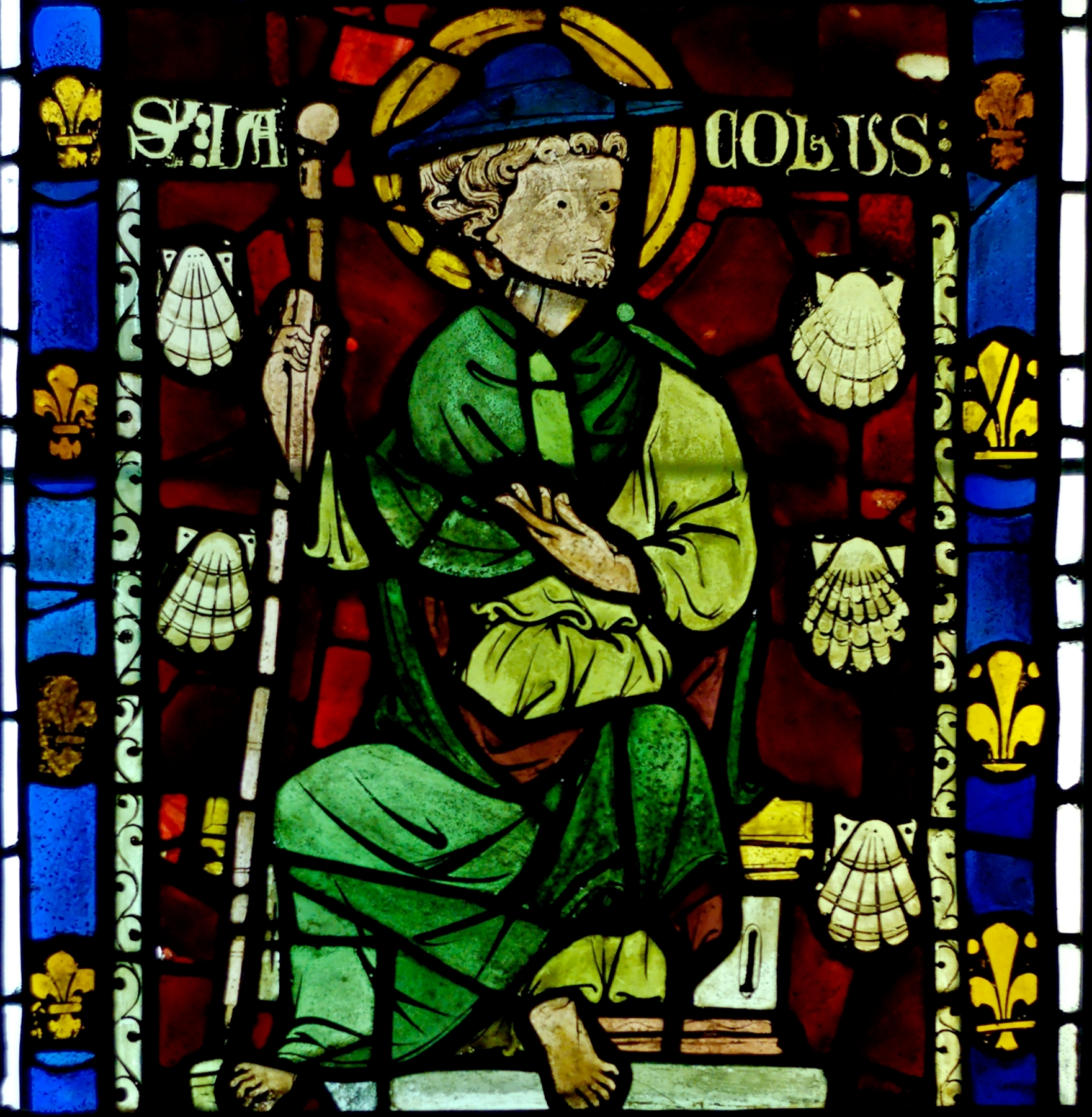
Sv. Jakub apoštol, vitráž z Rouenu (Francie, kolem 1260

List Jakubův (zkratka Jk nebo Jak) je součástí Nového zákona a jedná se o jednu z tzv. katolických neboli obecných epištol. Epištola byla napsána řecky, autorství a datování je však sporné. Podle církevní tradice byl autorem listu Jakub, syn Zebedeův, ale pravděpodobnější je, že jím spíše bude Jakub Spravedlivý.
List Jakubův má sice formu dopisu, nicméně jedná se o homilii, v níž se autor na samém začátku představuje jako „Jakub, služebník Boží a Pána Ježíše Krista“. List je určen „dvanácti pokolením v diaspoře“ , tj. patrně rozptýleně žijícím Židům. Kdyby byl autorem listu apoštol Jakub, syn Zebedeův, musel by ho sepsat před rokem 44 n. l., neboť nejpozději v tomto roce byl tento Jakub v Jeruzalémě na příkaz Heroda Agrippy I. sťat. Podle pravděpodobnější varianty, podle níž je autorem listu Jakub Spravedlivý, bychom mohli posunout možnou dobu sepsání až o 20 let později. Pochybnosti o autorství přiživuje fakt, že jméno Jakub bylo v té době běžné a poměrně frekventované, že se autor ve své epištole nijak blíže nepředstavuje a že list je psán vytříbenou řečtinou, což by mohlo poukazovat na ještě pozdější dobu sepsání nějakým vzdělaným křesťanem. Na druhou stranu však spis vykazuje jisté známky toho, že byl sepsán v židovském prostředí – v řeckém textu je např. shromáždění věřících označováno jako synagógé (συναγωγη). Pochybnosti o původu listu byly už v prvních staletích (Muratoriho fragment, Eusebius, Jeroným aj.), takže součástí Nového zákona se stal až ve 4. století.
Obsahem listu je řada napomenutí a rad pro soužití v církvi i v běžném životě, výzva k trpělivosti a statečnosti i při pronásledování a zároveň varování před sklonem nadbíhat bohatým a pohrdat chudobou. V dějinách křesťanství byl významný následující úryvek, který se často pokládá za polemiku s radikálním učením Pavlovým, že člověk je ospravedlněn pouze vírou (např. Ř 3,28). Martin Luther proto Jakubův list odmítl a pokládal „za podřadný spis“.
| „            | Co je platné, moji bratří, když někdo říká, že má víru, ale přitom nemá skutky? Může ho snad ta víra spasit? Kdyby některý bratr nebo sestra byli bez šatů a neměli jídlo ani na den, a někdo z vás by jim řekl: "Buďte s Bohem - ať vám není zima a nemáte hlad", ale nedali byste jim, co potřebují pro své tělo, co by to bylo platné? Stejně tak i víra, není─li spojena se skutky, je sama o sobě mrtvá. | “ |
| — Jk 2,14-17 | |   |

## Citáty
| „           | Poslyšte, moji milovaní bratří: Cožpak Bůh nevyvolil chudáky tohoto světa, aby byli bohatí ve víře a stali se dědici království, jež zaslíbil těm, kdo ho milují? Vy jste však ponížili chudého. Cožpak vás bohatí neutiskují? Nevláčejí vás před soudy? | “ |
| — Jk 2, 5-6 | |   |

| „           | A nyní, vy boháči, plačte a naříkejte nad pohromami, které na vás přicházejí. (...) Hle, mzda dělníků, kteří žali vaše pole, a vy jste jim ji upřeli, volá do nebes, a křik ženců pronikl ke sluchu Hospodina zástupů. | “ |
| — Jk 4, 1.4 | |   |